# 1835
1835 (MDCCCXXXV) a fost un an obișnuit al calendarului gregorean, care a început într-o zi de joi.

## Evenimente

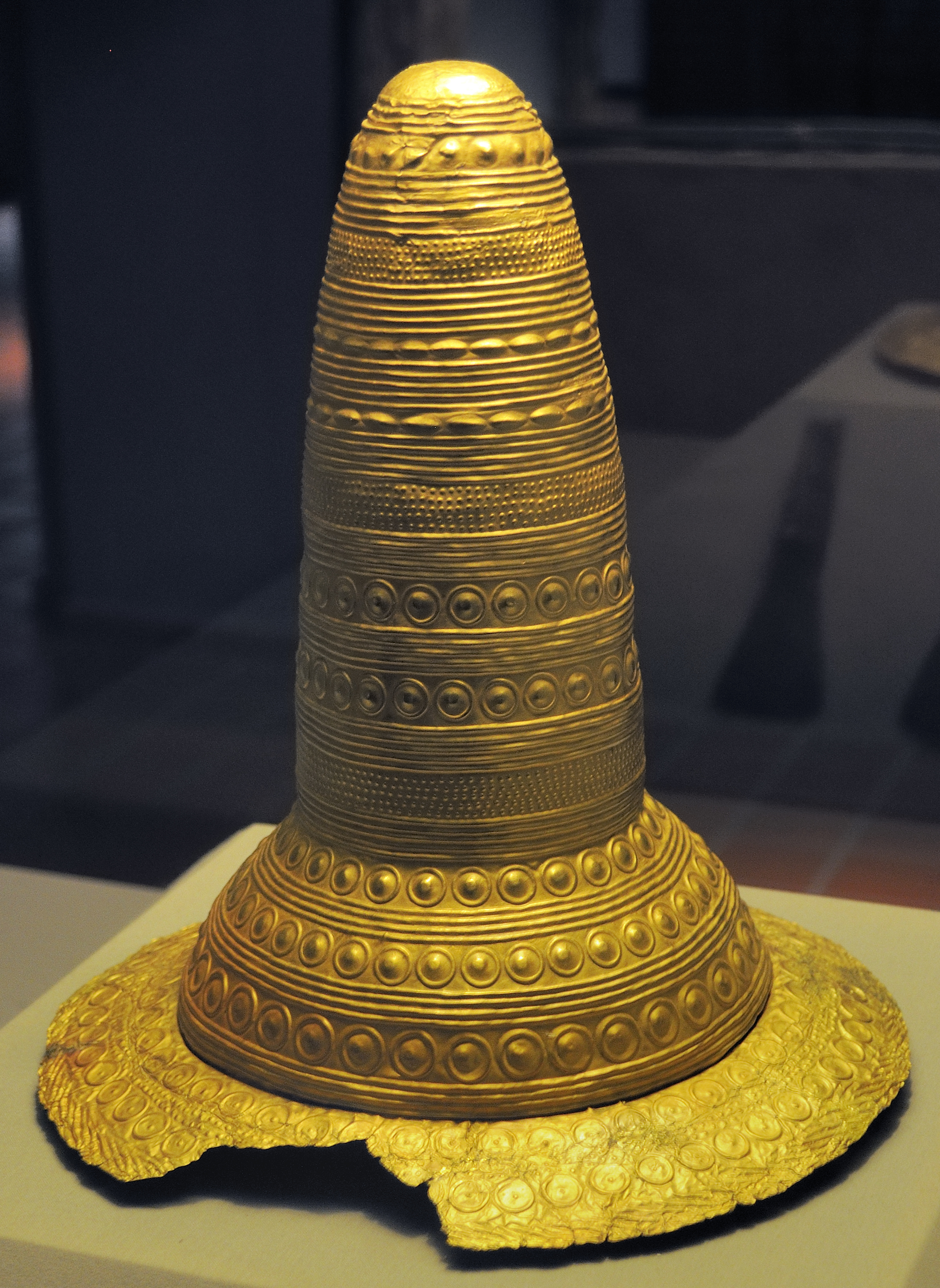
29 aprilie: În timpul muncilor agricole, pe un teren aflat la 1 km nord de Schifferstadt, în sud-vestul Germaniei, se descoperă un obiect conic, așa-numita "pălărie de aur din Schifferstadt" (primul dintre cele patru asemenea obiecte care vor ieși la lumină în timp: conul de aur din Avanton, vestul Franței, conul de aur din Ezelsdorf-Buch, lângă Nürnberg, pălăria de aur din Berlin).

### Aprilie
- 29 aprilie: În timpul muncilor agricole, pe un teren aflat la 1 km nord de Schifferstadt, în sud-vestul Germaniei, se descoperă un obiect conic, așa-numita "pălărie de aur din Schifferstadt" (primul dintre cele patru asemenea obiecte care vor ieși la lumină în timp: conul de aur din Avanton, vestul Franței, conul de aur din Ezelsdorf-Buch, lângă Nürnberg, pălăria de aur din Berlin).

### Septembrie
- 7 septembrie: Charles Darwin ajunge în Insulele Galapagos.

### Nedatate
- A fost înființată Agenția France-Presse (AFP) la Paris, de către Charles-Louis Havas, părintele jurnalismului global.
- Este înființat orașul Melbourne, Australia.
- Este inventat Alfabetul Morse de către Samuel Morse.
- Este inventat Revolverul de către Samuel Colt.

## Arte, știință, literatură și filozofie
- 1 decembrie: Hans Christian Andersen publică prima lui carte de povești.
- A apărut, la București, prima revistă românească de teatru, Gazeta Teatrului Național, condusă de Ion Heliade Rădulescu.
- Alexis de Tocqueville publică primul volum din Democracy in America.
- Gogol scrie Taras Bulba.
- Premiera operei Lucia di Lammermoor de Gaetano Donizetti.

## Nașteri
- 14 ianuarie: Ludwig Abel, violonist și compozitor german (d. 1895)
- 14 martie: Giovanni Schiaparelli, astronom italian (d. 1910)
- 9 aprilie: Regele Leopold al II-lea al Belgiei (d. 1909)
- 2 iunie: Papa Pius al X-lea (n. Giuseppe Melchiorre Sarto), papă al Romei (d. 1914)
- 27 iulie: Giosuè Carducci, poet, prozator și eseist italian, laureat al Premiului Nobel (d. 1907)
- 1 august: George (Gheorghe) Pop de Băsești, om politic român, președinte al Marii Adunări Naționale de la Alba-Iulia (d. 1919)
- 22 septembrie: Prințul Leopold de Hohenzollern-Sigmaringen, tatăl regelui Ferdinand al României (d. 1905)
- 9 octombrie: Camille Saint-Saëns, muzician francez (d. 1921)
- 16 noiembrie: Eugenio Beltrami, matematician italian (d. 1899)
- 30 noiembrie: Mark Twain (n. Samuel Langhorne Clemens), umorist și scriitor american (d. 1910)
- 4 decembrie: Samuel Butler, scriitor englez (d. 1902)

## Decese
- 2 martie: Francisc I, 67 ani, rege al Austriei (n. 1768)
- 8 aprilie: Wilhelm von Humboldt (n. Friedrich Wilhelm Christian Carl Ferdinand von Humboldt), 67 ani, lingvist și filosof german (n. 1767)
- 23 septembrie: Vincenzo Bellini (n. Vincenzo Salvatore Carmelo Francesco Bellini), 33 ani, compozitor italian (n. 1801)